# Kumaki Dobrej
Kumaki Dobrej (PLH020078) – projektowany specjalny obszar ochrony siedlisk sieci Natura 2000, aktualnie obszar mający znaczenie dla Wspólnoty, o powierzchni 2094 ha, położony w województwie dolnośląskim na terenie powiatów oleśnickiego i wrocławskiego (niewielka część leży także w granicach miasta Wrocławia).

## Opis obszaru
Ostoja Kumaki Dobrej obejmuje dwa odcinki doliny rzeki Dobrej, pomiędzy Bartkowem i Dobrzeniem oraz pomiędzy Dąbrowicą a Pawłowicami. Dolina rzeki jest uregulowana, lecz występują tu liczne obniżenia wypełnione wodą oraz stawy hodowlane. Mimo bezpośredniej bliskości siedzib ludzkich, dolina rzeki zachowała wiele walorów przyrodniczych. W ostoi występują bogate i liczne populacje płazów, a także stare dęby ze stanowiskami pachnicy dębowej i kozioroga dębosza.
Obszar ostoi zagrożony jest głównie przez prace z zakresu ochrony przeciwpowodziowej, nieuwzględniające aspektów ekologicznych.

## Siedliska

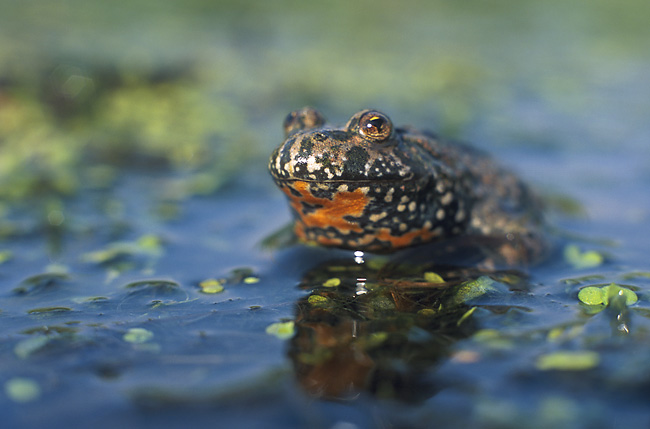
kumak nizinny

Obszar ostoi Kumaki Dobrej w 41% pokryty jest siedliskami rolniczymi, w 27% lasem liściastym, w 13% lasem mieszanym, w 9% siedliskami łąkowymi i zaroślowymi, w 4% wodami śródlądowymi i w 1% lasem iglastym.
Na terenie ostoi stwierdzono występowanie następujących siedlisk przyrodniczych:
- niżowe świeże łąki użytkowane ekstensywnie (Arrhenatherion elatioris) – 4,14% obszaru
- łęgowe lasy dębowo-wiązowo-jesionowe (Ficario-Ulmetum) – 3,03%
- grąd środkowoeuropejski i grąd subkontynentalny – 2,35%
- acydofilny las brzozowo-dębowy – 2,27%
- zmiennowilgotne łąki trzęślicowe – 0,61%
- łęgi wierzbowe, topolowe, olszowe i jesionowe (Salicetum albo-fragilis, Populetum albae, Alnenion) – 0,57%
- torfowiska przejściowe i trzęsawiska (przeważnie z roślinnością z klasy Scheuchzerio-Caricetea) – 0,01%

## Chronione gatunki zwierząt
Na terenie ostoi występują objęte ochroną gatunkową zwierzęta:
- mopek zachodni
- traszka grzebieniasta
- kumak nizinny
- pachnica dębowa
- kozioróg dębosz

## Inne formy obszarowej ochrony przyrody
Obszar ostoi nie podlega obszarowej ochronie przyrody innej niż Natura 2000.